# 96 Aquarii
96 Aquarii è un sistema stellare di magnitudine 5,55 situato nella costellazione dell'Aquario. Dista 114 anni luce dal sistema solare.

## Osservazione
Si tratta di una stella situata nell'emisfero celeste australe, ma molto in prossimità dell'equatore celeste; ciò comporta che possa essere osservata da tutte le regioni abitate della Terra senza alcuna difficoltà e che sia invisibile soltanto molto oltre il circolo polare artico. Nell'emisfero sud invece appare circumpolare solo nelle aree più interne del continente antartico. La sua magnitudine pari a 5,6 fa sì che possa essere scorta solo con un cielo sufficientemente libero dagli effetti dell'inquinamento luminoso.
Il periodo migliore per la sua osservazione nel cielo serale ricade nei mesi compresi fra fine agosto e dicembre; da entrambi gli emisferi il periodo di visibilità rimane indicativamente lo stesso, grazie alla posizione della stella non lontana dall'equatore celeste.

## Caratteristiche fisiche
96 Aquarii è una stella multipla, la cui componente principale è una nana bianco-gialla di sequenza principale e magnitudine assoluta di 2,84. Ha una compagna, B, separata di 9,8 secondi d'arco e con un periodo orbitale di 4400 anni circa, tuttavia, entrambe, A e B, sono a loro volta binarie spettroscopica. Ab, la stella più prossima alla principale, ha un periodo di 21,2 giorni ed è stata scoperta nel 1924 da Adams et al.
B invece è di magnitudine 10,9 e le due componenti hanno un periodo di 660 giorni circa. Dall'analisi di Bab lo spettro combinato risulta essere come quello di una nana rossa di tipo spettrale M3 V e la massa di Ba del 40% di quella del Sole.